# Where Shadows Forever Reign
Where Shadows Forever Reign är det svenska black metal-bandet Dark Funerals sjätte studioalbum, utgivet den 3 juni 2016 på etiketten Century Media Records. Det är bandets första album med sångaren Heljarmadr och det sista med trummisen Dominator.

## Låtlista
| Nr           | Titel                       | Längd |
| ------------ | --------------------------- | ----- |
| 1.           | Unchain My Soul             | 5:20  |
| 2.           | As One We Shall Conquer     | 4:43  |
| 3.           | Beast Above Man             | 4:44  |
| 4.           | As I Ascend                 | 6:18  |
| 5.           | Temple of Ahriman           | 5:21  |
| 6.           | The Eternal Eclipse         | 4:14  |
| 7.           | To Carve Another Wound      | 4:44  |
| 8.           | Nail Them to the Cross      | 4:42  |
| 9.           | Where Shadows Forever Reign | 5:32  |
| Total längd: | Total längd:                | 45:38 |

## Medverkande
Dark Funeral
- Heljarmadr (Erik Andreas Vingbäck) – sång
- Lord Ahriman (Jan Michael Svanberg) – sologitarr, basgitarr
- Chaq Mol (Bo Anders Nymark) – kompgitarr
- Dominator (Nils Åke Fjellström) – trummor

### Produktion
- Kristian "Necrolord" Wåhlin – skivomslag
- George Nerantzis – mixning, mastering
- Daniel Bergstrand – produktion, mixning
- Lord Ahriman – produktion, layout, fotografi
- Michaela Barkensjö – fotografi
- Carsten Drescher – layout